# Charles Robert Leslie

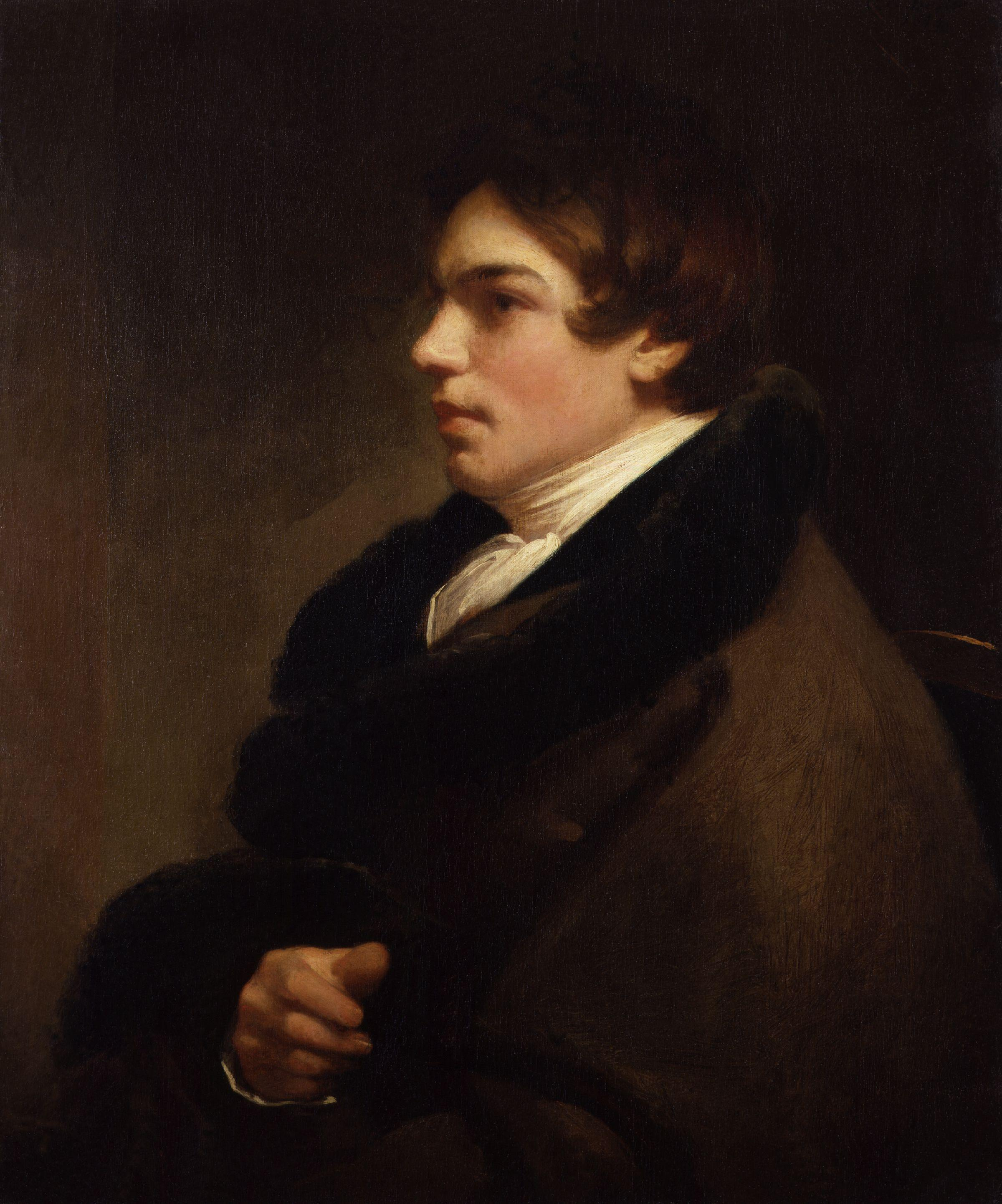
Charles Robert Leslie (Selbstbildnis)

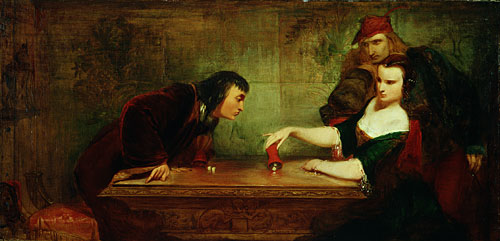
Der letzte Wurf (um 1840)

Charles Robert Leslie (* 19. Oktober 1794 in London; † 5. Mai 1859) war ein britisch-amerikanischer Genremaler.

## Leben
Leslie wurde als Sohn amerikanischer Eltern in London geboren. Als er fünf Jahre alt war, siedelte seine Familie wieder in die USA über und ließen sich in Philadelphia nieder. Leslie begann zunächst eine Lehre bei einem Buchhändler, doch galt sein Interesse vor allem der Malerei. Ein Porträt, das er in jungen Jahren vom durchreisenden berühmten englischen Schauspieler George Frederick Cooke anfertigte, brachte die Anerkennung von Samuel T. Bradford ein, eines Kurators der Pennsylvania Academy of the Fine Arts, und mit dessen Hilfe wurde Leslie ein Stipendium für ein Kunststudium in Europa bewilligt.
1811 begab er sich nach London, wo er 1813 in die Royal Academy of Arts als Schüler eintrat. 1817 besuchte er Paris, Brüssel und Antwerpen und wurde 1826 in die Londoner Akademie aufgenommen, in deren Ausstellungen seine Werke regelmäßig erschienen. Zu seinen Lehrern zählt unter anderem der Historienmaler Benjamin West. In New York wurde Leslie 1827, im ersten Jahr nach der Gründung der National Academy of Design, zum Ehrenmitglied (Honorary NA) derselben gewählt.
Bekannt war Charles Robert Leslie als Maler literarischer Historien. Die Stoffe seiner Gemälde sind vielfach aus Shakespeare, Walter Scott, W. Irving, Sterne, Goldsmith oder Cervantes entlehnt.  Die Leichtigkeit der Szenen verband der Künstler publikumswirksam mit dem Format der ernsten Historie und Schriftstellern, die für England nationalen Symbolwert hatten.  Auch durch Vorträge in der königlichen Akademie und durch sein Handbook for young painters (2. Aufl. 1870) hat er sich bekannt gemacht. Er starb am 5. Mai 1859.